# Okayado
オカヤド，是日本的漫画家。曾使用乾 武丸為筆名進行活動。

## 經歷
商業出道前的活動
網路留言板上個人網頁上開始投稿作品。在pixiv使用オカヤド＠乾武丸的使用者名稱，從2008年時起開始將作品投稿上去。
以乾武丸名義
2010年到2011年約1年的這段期間、於「Magazine SPECIAL」開始連載《魔魔魔〜魔法委員長魔子的魔法指導〜》。
從那之後、以此名義的商業活動，至2014年末時便終止了。
以オカヤド名義
2011年於漫畫選集雜誌「けもも」２號上投稿全彩漫畫《魔物娘的同居日常》為首次在正式商業誌上活動。
「ＣＯＭＩＣ Ryu」2012年5月號開始連載《魔物娘的同居日常》。同作於2015年3月發表動畫化的消息、同年7月到9月結束電視動畫放映。2016年持續連載中。
2013年5月起、電子漫畫雜誌「Age premium」2013年6月號開始連載『12BEAST』。

## 作品列表

### 連載
- 魔魔魔〜魔法委員長魔子的魔法指導〜（マママ〜魔法委員長魔子ちゃんの魔法指導〜）共1卷（『Magazine SPECIAL』2010年No.7 - 2011年No.10[2]）※乾武丸名義

オカヤド曰：「出生到現在的首次單行本、也是漫畫家生涯首次的單行本」
- 魔物娘的同居日常（モンスター娘のいる日常）共20卷（『月刊COMICリュウ』2012年5月號 - 連載中）
- 12BEAST（12BEAST）共7卷（『Age premium』2013年6月号 - 連載中）

### 短篇
- （『Magazine Dragon』2號）※乾武丸名義
- （『別冊Comic Unreal 魔物娘 Paradise Vol.1』）
- （『Dragon Age』2012年6月号）

## 師傅
- 芹澤直樹（日语：芹沢直樹）
- 咲香里

## 外部連結
- オカヤド（页面存档备份，存于） on Twitter
- オカヤド＠乾武丸（页面存档备份，存于） on pixiv